# Litaneutria pacifica
Litaneutria paciflca es una especie de mantis de la familia Mantidae.

## Distribución geográfica
Se encuentra en América del Norte.